# Rajko Marinow
Rajko Marinow (bg. Райко Маринов) – bułgarski zapaśnik walczący w stylu klasycznym. Srebrny medalista mistrzostw świata w 1990 roku.